# Johann Baptist Cattaneo
Johann Baptist Cattaneo (* 27. Juni 1745 in Lavin; † 16. Januar 1831 in Norka) war ein reformierter Pfarrer aus der Schweiz.

## Leben
Johann Baptist Cattaneo wurde am 27. Juni 1745 in Lavin im schweizerischen Kanton Graubünden geboren. Sein Vater war der Schreiner Tumasch Cattaneo und seine Mutter war Ursula Cattaneo. Johann Cattaneo besuchte die Dorfschule. Als sein Vater 1755 starb, wurde er vom  Pfarrer Sebastian Secca und später von seinem Onkel Peter a Porta erzogen. An der Universität Zürich studierte er 1765/1766 neben Theologie auch Chirurgie.
Am 26. Juni 1766 wurde er in Susch in die evangelisch-rätische Synode aufgenommen und erhielt damit die Berechtigung, in Graubünden ein reformiertes Pfarramt  auszuüben. Im nächsten Jahr wurde er Pfarrer in Fläsch. 1771 wechselte er nach einem Streit zur kleinen Gemeinde Schuders. Weil der Lohn für diese Tätigkeit zu niedrig war, zog Johann Cattaneo schon 1772 nach St. Antönien und wurde dort zum Pfarrer gewählt, wo er bis 1784 blieb.
Im Februar 1784 wurde ihm eine Stelle in Norka angeboten, einer Stadt an der Wolga in Russland. Am 6. Mai 1784 begann seine Reise mit einer Postkutsche in Maienfeld Kanton Graubünden. Am 10. Mai war er in Augsburg und logierte im (Lam) Weissen Lamm.  Am 20. Mai 1784 erreichte er Barby, wo er sich ein wenig länger aufhielt und im Rautenkrauz logierte. Am 30. Mai kamen sie in Travemünde an und am 1. Juni kamen sie auf das Schiff.  Am 9. Juni kam er in St. Petersburg an, am 26. Juni reiste er weiter nach Moskau und von dort über Saratow zurück nach Norka, wo er am 3. August 1784 ankam. Zeitweise war er in Norka auch als Chirurg tätig. Er verweilte dort bis zu seinem Tod am 16. Januar 1831.

## Werke
- Eine Reise durch Deutschland und Rußland seinen Freunden beschrieben (Chur 1787)
- Reise durch Deutschland und Rußland (Ulm 1788)